# Dioscorea decorticans
Dioscorea decorticans är en enhjärtbladig växtart som beskrevs av Karel Presl. Dioscorea decorticans ingår i släktet Dioscorea och familjen Dioscoreaceae. Inga underarter finns listade i Catalogue of Life.